# Engelbert Byström
Gustaf Engelbert Byström, född den 5 april 1896 i Nysätra församling, Västerbottens län, död den 21 september 1974 i Råneå församling, var en svensk präst. Han var farfar till Gabriel Byström.
Byström blev student vid Lunds universitet 1919 och avlade teologisk-filosofisk examen där 1920. Han blev student vid Uppsala universitet sistnämnda år och avlade teologie kandidatexamen där 1924, varefter han prästvigdes i Storkyrkan för Luleå stift. Efter att ha varit pastorsadjunkt i Lycksele församling blev Byström komminister i Kalvträsks församling 1924 och i Norsjö församling 1927. Han utnämndes till kyrkoherde i Råneå församling 1928 och tillträdde tjänsten 1929. Byström blev prost honoris causa 1957 och emeritus 1961. Han var prästerlig ledamot av kyrkomötena 1957, 1958 och 1963. Byström blev ledamot av Vasaorden 1949. Han utgav 1955 den mycket omfattande sockenhistoriken Råneå socken: 1654–1954.
Byström gifte sig första gången 1924 med småskolläraren Hedvig Nordqvist, som avled 1932, och andra gången 1934 med småskolläraren Hilja Kalloniemi, som var författare. I första äktenskapet föddes fem söner, av vilka Lars Byström blev kyrkoherde i Torshälla och Gunnar Byström lämnade sin komministratur i Råneå när han blev präst i Lutherska bekännelsekyrkan. I andra giftet föddes en son, Kjell Byström, som efter prästtjänst i Vilhelmina blev utbildningskonsulent i Strängnäs stift samt hedersprost. Engelbert Byström och hans båda hustrur är gravsatta på Råneå kyrkogård.